# Odvikavanje od ovisnosti
Odvikavanje od ovisnosti, postupak razbija ovisničko ponašanje tj. postupno se uklanja ovisnička navika koju se nastoji dezautomatizirati, a potom u potpunosti ukloniti kod ovisnika. Što je duži vijek ovisničkog ponašanja navike su sve čvršće i postaju automatizirane. Štetna se pojava odnosno naučeni obrazac ponašanja može ukloniti, kao što se i sve drugo naučeno može i odučiti. Uvjet je da je osoba koju se želi izliječiti za to motivirana.